# Comuna Zagăr, Mureș
Zagăr (în maghiară: Zágor, în germană: Roden) este o comună în județul Mureș, Transilvania, România, formată din satele Seleuș și Zagăr (reședința).

## Demografie
Componența etnică a comunei Zagăr
     Romi (49,44%)
     Români (40,09%)
     Maghiari (1,76%)
     Alte etnii (0,28%)
     Necunoscută (8,43%)
Componența confesională a comunei Zagăr
     Ortodocși (82,69%)
     Penticostali (2,69%)
     Adventiști (1,48%)
     Alte religii (3,24%)
     Necunoscută (9,91%)
Conform recensământului efectuat în 2021, populația comunei Zagăr se ridică la 1.080 de locuitori, în scădere față de recensământul anterior din 2011, când fuseseră înregistrați 1.192 de locuitori. Cei mai mulți locuitori sunt romi (49,44%), cu minorități de români (40,09%) și maghiari (1,76%), iar pentru 8,43% nu se cunoaște apartenența etnică. Din punct de vedere confesional, majoritatea locuitorilor sunt ortodocși (82,69%), cu minorități de penticostali (2,69%) și adventiști (1,48%), iar pentru 9,91% nu se cunoaște apartenența confesională.

## Politică și administrație
Comuna Zagăr este administrată de un primar și un consiliu local compus din 9 consilieri. Primarul, Claudiu Pătrușel[*], de la Partidul Social Democrat, este în funcție din octombrie 2020. Începând cu alegerile locale din 2024, consiliul local are următoarea componență pe partide politice:
|  | Partid                          | Consilieri | Componența Consiliului | Componența Consiliului | Componența Consiliului | Componența Consiliului | Componența Consiliului |
|  | ------------------------------- | ---------- | ---------------------- | ---------------------- | ---------------------- | ---------------------- | ---------------------- |
|  | Partidul Social Democrat        | 5          |                        |                        |                        |                        |                        |
|  | Partidul Național Liberal       | 1          |                        |                        |                        |                        |                        |
|  | Alianța pentru Unirea Românilor | 1          |                        |                        |                        |                        |                        |
|  | Uniunea Salvați România         | 1          |                        |                        |                        |                        |                        |
|  | Partida Romilor „Pro Europa”    | 1          |                        |                        |                        |                        |                        |

## Atracții turistice
- Biserica evanghelică-luterană din satul Zagăr, construită în anul 1575
- Biserica evanghelică din satul Seleuș
- Cetatea săsească din Zagăr, construcție secolul al XVII-lea